# Acontiactis
Acontiactis is een geslacht van zeeanemonen uit de klasse van de Anthozoa (bloemdieren). 

## Soort
- Acontiactis gokhaleae England, 1990